# Elektronisches Wertpapierregister
Das elektronische Wertpapierregister ist im Finanzwesen ein elektronisch geführtes Register, in das sämtliche elektronischen Wertpapiere eingetragen werden, wenn für diese eine Verbriefung ausgeschlossen ist.

## Allgemeines
Verbriefung bedeutet, dass über ein Wertpapier entweder eine individuelle Urkunde (effektive Stücke) oder eine Sammelurkunde ausgestellt ist oder das Wertpapier als Wertrecht verbucht wird. Die Digitalisierung hat dazu geführt, dass auf eine Verbriefung ganz verzichtet werden kann. Dazu wurde ein zentrales Wertpapierregister geschaffen, in das alle Aktien und der größte Teil der Anleihen ohne Verbriefung eingetragen werden können.
Nach § 2 SchVG müssen sich die Anleihebedingungen von Schuldverschreibungen aus der Urkunde ergeben, bei elektronisch begebenen Anleihen müssen sie aus dem Wertpapierregister ersichtlich sein. Seit Juni 2021 wird für urkundenlose Inhaberschuldverschreibungen in Deutschland ein Wertpapierregister und – für Kryptowertpapiere – ein Kryptowertpapierregister geführt. Eine Börsennotierung ist bei elektronischen Wertpapiere möglich, aber nicht erforderlich. Vorbild für die Einrichtung von Wertpapierregistern war das Bundesschuldbuch.
Ein elektronisches Wertpapier entsteht nach der herrschenden Vertragstheorie ebenso wie sonstige Wertpapiere durch dingliche Einigung zwischen dem Emittenten und dem Inhaber durch Begebungsvertrag und einem Skripturakt. Dieser Skripturakt ist im Fall des elektronischen Wertpapiers die Eintragung nach § 4 Abs. 4 eWpG. Nur die Skriptur unterscheidet ein elektronisches Wertpapier von einem in einer Urkunde verbrieften Wertpapier. Die Darstellung im Wertpapierregister entspricht den Angaben des Depotauszugs, die sich für die Zwecke des Handels mit Wertpapieren des Kapitalmarkts als geeignet erwiesen haben. Als urkundenlose Inhaberschuldverschreibungen kommen derzeit insbesondere Pfandbriefe (§ 8 Pfandbriefgesetz) oder Blockchain-Zertifikate in Frage.
Am 15. Dezember 2023 ist das Zukunftsfinanzierungsgesetz in Kraft getreten. Mit Art. 16 dieses Gesetzes wurde das eWpG geändert. Seitdem ist es gem. § 1 Nr. 2, 3 auch auf Namensaktien anwendbar sowie auf Aktien, die auf den Inhaber lauten, wenn sie in einem zentralen Register eingetragen sind (Zentralregister-Inhaberaktien). Gem. § 10 Abs. 6 des Aktiengesetzes n.F. ist in der Satzung der Aktiengesellschaft die Verbriefung für solche Aktien auszuschließen, die als elektronische Aktien in einem elektronischen Wertpapierregister eingetragen werden. Die Eintragung in ein Kryptowertpapierregister gemäß § 16 eWpG ist nur zulässig, wenn dies in der Satzung ausdrücklich zugelassen ist.

## Rechtsfragen
Das Gesetz über elektronische Wertpapiere (eWpG) unterscheidet zentrale Register und Kryptowertpapierregister. Zentrale Register dienen der zentralen Eintragung und Publizität von Zentralregisterwertpapieren. Sie können von Wertpapiersammelbanken oder einem Zentralverwahrer geführt werden, sofern der Emittent diesen ausdrücklich und in Textform dazu ermächtigt (§ 4 Abs. 1 Nr. 1, § 12 eWpG). Registerführende Stelle eines Kryptowertpapierregisters ist, wer vom Emittenten gegenüber dem Inhaber als solche benannt wird (§ 4 Abs. 1 Nr. 2, § 16 Abs. 2 eWpG).
Nähere Bestimmungen über die Anforderungen an elektronische Wertpapierregister enthält die aufgrund des eWpG erlassene Verordnung über Anforderungen an elektronische Wertpapierregister (eWpRV) vom 24. Oktober 2022.
Das Wertpapierregister beinhaltet alle in Deutschland in Umlauf befindlichen Inhaberschuldverschreibungen in Form des elektronischen Wertpapiers. Die Begebung eines elektronischen Wertpapiers erfolgt gemäß § 2 Abs. 1 eWpG dadurch, dass der Emittent an Stelle der Ausstellung einer Wertpapierurkunde eine Eintragung in ein elektronisches Wertpapierregister bewirkt.
Elektronische Wertpapiere entfalten dieselbe Rechtswirkung wie effektive Stücke (§ 2 Abs. 2 eWpG) und gelten als Sache im Sinne des § 90 BGB. Inhaber eines elektronischen Wertpapiers ist nach § 3 Abs. 1 eWpG derjenige, der als Inhaber eines elektronischen Wertpapiers oder eines bestimmten Anteils an einer Gesamtemission in einem elektronischen Wertpapierregister eingetragen ist. Die Inhaberschaft erfüllt bei elektronischen Wertpapieren die Rolle des Besitzes bei Wertpapierurkunden. Das bedeutet aber auch, dass zu einem späteren Zeitpunkt Berechtigung und Inhaberschaft auseinanderfallen können. Formell legitimiert ist aber stets nur die Person, der das Register das elektronische Wertpapier als Inhaber zuordnet, unabhängig davon, ob diese Person von der Eintragung weiß, berechtigt ist oder tatsächlich über das elektronische Wertpapier verfügen kann. Der Inhaberbegriff elektronischer Wertpapiere unterscheidet sich mithin vom Inhaberbegriff mittels Urkunde begebener Wertpapiere. Die Eintragung eines elektronischen Wertpapiers ist gemäß § 4 Abs. 4 eWpG die Aufnahme der für ein elektronisches Wertpapier nach § 13 Abs. 1 eWpG oder § 17 eWpG erforderlichen Registerangaben in ein elektronisches Wertpapierregister unter eindeutiger und unmittelbar erkennbarer Bezugnahme auf die niedergelegten Emissionsbedingungen.
Eintragungen müssen nach § 13 eWpG erfolgen für den wesentlichen Inhalt des Wertpapiers einschließlich einer eindeutigen Wertpapierkennnummer, das Emissionsvolumen, den Nennbetrag, den Emittenten, eine Kennzeichnung, ob es sich um eine Einzel- oder eine Sammeleintragung handelt, den Inhaber und Angaben zum Mischbestand nach § 9 Abs. 3 eWpG. Nach § 13 Abs. 2 eWpG sind auch Verfügungsbeschränkungen (etwa nach § 21 Abs. 2 Nr. 2 InsO) zugunsten einer bestimmten Person und Rechte Dritter (wie Abtretungen, Pfändungen oder Verpfändungen) zu vermerken. Übereignungen (etwa durch Wertpapierorder) erfolgen nach § 25 eWpG. Als Eintragung können elektronische Wertpapiere damit Gegenstand des Rechtsverkehrs sein. Der gutgläubige Erwerb ist in § 26 eWpG dadurch geregelt, dass zugunsten desjenigen, der aufgrund eines Rechtsgeschäfts in ein elektronisches Wertpapierregister eingetragen wird, der Inhalt des elektronischen Wertpapierregisters als vollständig und richtig gilt sowie der Inhaber als Berechtigter, es sei denn, dass dem Erwerber zum Zeitpunkt seiner Eintragung etwas anderes bekannt oder infolge grober Fahrlässigkeit unbekannt ist. Dieser Gutglaubensschutz geht über das hinaus, was die bestehende Rechtslage für mittels Urkunde verbriefter Wertpapiere vorsieht.
Änderungen durch „Umtragungen“ (Übereignung nach § 25 Abs. 1 eWpG), Belastungen oder Löschungen erfolgen nach § 14 Abs. 3 eWpG im Rahmen des Prioritätsprinzips, wonach Weisungen anhand der nach § 14 Abs. 1 Satz 3 eWpG zu vergebenden Zeitstempel in der chronologischen Reihenfolge ihres Eingangs bei der registerführenden Stelle ausgeführt werden.
Die Wertpapierregister dürfen nach § 12 eWpG von Wertpapiersammelbanken oder Verwahrstellen geführt werden. Die Registerführung ist keine Verwahrung im Sinne des § 1 Abs. 2 Depotgesetz (§ 7 Abs. 4 eWpG). Die elektronische Einsichtnahme in ein Wertpapierregister erfordert nach § 10 Abs. 2 eWpG ein berechtigtes Interesse des Einsicht nehmenden. Das Wertpapierregister genießt öffentlichen Glauben. Die Bankenaufsicht BaFin überwacht als Aufsichtsbehörde alle Wertpapierregister (§ 11 eWpG).

## Eintragungsfähigkeit
Registerrechtlich sind nach § 1 eWpG Inhaberschuldverschreibungen (Anleihen), Namensaktien und Inhaberaktien eintragungsfähig. Ein elektronisches Wertpapier wird gemäß § 2 Abs. 1 eWpG dadurch begeben, dass der Emittent an Stelle der Ausstellung einer Wertpapierurkunde eine Eintragung in ein elektronisches Wertpapierregister nach § 4 Abs. 1 eWpG bewirkt.
Wertpapierrechtlich kann nach § 10 Abs. 1 Nr. 3 AktG für Aktien die Verbriefung ausgeschlossen werden, wenn die Aktie im Wertpapierregister gemäß § 12 eWpG eingetragen ist. Eintragungsfähig sind Namensaktien und Inhaberaktien, wenn letztere in einem zentralen Wertpapierregister eingetragen sind. Dazu gehören nach § 12 eWpG Wertpapiersammelbanken und Zentralverwahrer. Bei Inhaberschuldverschreibungen (Anleihen) müssen gemäß § 2 Abs. 2 SchVG die Anleihebedingungen der im Wertpapierregister eingetragenen Anleihen hinterlegt sein. 
Nicht eintragungsfähig sind Order- und Namensschuldverschreibungen sowie Investmentzertifikate.

## Kryptowertpapierregister
Als Kryptowerte definiert § 1 Abs. 11 Satz 4 KWG digitale Darstellungen eines Wertes, der von keiner Zentralbank oder öffentlichen Stelle emittiert wurde oder garantiert wird und nicht den gesetzlichen Status einer Währung oder von Geld besitzt, aber von natürlichen oder juristischen Personen aufgrund einer Vereinbarung oder tatsächlichen Übung als Tausch- oder Zahlungsmittel akzeptiert wird oder Anlagezwecken dient und der auf elektronischem Wege übertragen, gespeichert und gehandelt werden kann.
Ein Kryptowertpapier (englisch asset token, security token) dient entsprechend zu Anlagezwecken, beinhaltet Kryptowerte in Wertpapierform und ist ein elektronisches Wertpapier, das in ein Kryptowertpapierregister eingetragen ist (§ 4 Abs. 3 eWpG). Das Kryptowertpapier ist kein Zentralregisterwertpapier nach § 4 Abs. 2 eWpG. Die Verwahrung von Kryptowertpapieren gehört zum Depotgeschäft (§ 1 Abs. 1 Satz 2 Nr. 5 KWG) bzw. ist eine Wertpapiernebendienstleistung nach § 2 Abs. 3 Nr. 1 Wertpapierinstitutsgesetz (WpIG) und damit ein Bankgeschäft. Kryptowerte gehören nach § 1 Abs. 11 Nr. 10 KWG zu den Finanzinstrumenten.
Ein Kryptowertpapierregister muss nach § 16 eWpG auf einem fälschungssicheren Aufzeichnungssystem geführt werden, in dem Daten in der Zeitfolge protokolliert und gegen unbefugte Löschung sowie nachträgliche Veränderung geschützt gespeichert werden. Registerführende Stelle ist, wer vom Emittenten gegenüber dem Inhaber als solche benannt wird. Unterbleibt eine solche Benennung, gilt der Emittent als registerführende Stelle. Ein Wechsel der registerführenden Stelle durch den Emittenten ist ohne Zustimmung des Inhabers oder des Berechtigten zulässig, es sei denn, in den Anleihebedingungen ist etwas Abweichendes geregelt. Die in das Kryptowertpapierregister einzutragenden Angaben zum Kryptowertpapier ergeben sich aus § 17 eWpG. Als Kryptowertpapierregister kommen nach dem derzeitigen Stand der Technik in erster Linie Aufzeichnungssysteme auf der Basis der Distributed-Ledger-Technologie in Frage, für welche die Blockchain steht.

## Technischer Fortschritt
In Deutschland gaben im Januar 2019 Continental AG als Emittent und Siemens als Investor bekannt, dass sie ein Geldmarktpapier (Commercial Paper über 100.000 Euro) vollständig und rechtsverbindlich über eine Blockchain abgewickelt haben, sowohl das Geldmarktpapier als auch die Zahlung in Kryptowährung. Das Commercial Paper wurde nach Luxemburger Recht begeben, wodurch das Wertpapier mittels qualifizierter elektronischer Signatur digital begeben, signiert und gehandelt werden konnte. Um den Wertpapierhandel auch unmittelbar und digital in einem Zug-um-Zug-Geschäft (englisch delivery vs. payment) abzubilden, wurde das E-Geld von der Commerzbank digital über die Blockchain zur Verfügung gestellt, sodass die Unternehmen unmittelbar Wertpapier gegen E-Geld tauschen konnten.
Die gesetzlichen Vorschriften über elektronische Wertpapiere sind offen für weitere Wertpapiergattungen außer Inhaberschuldverschreibungen (etwa Aktien und Investmentzertifikate) und auch technologieoffen. Letzteres erfasst derzeit die Blockchain-Technologie als spezieller Form der Distributed-Ledger-Technologie, aber auch die letztere kann einbezogen werden. Technische Daten zum Trading sind auch auf Personal Computer oder Smartphone speicherbar, so dass mit Hilfe der Blockchain-Technik künftig auch ein Handel von Effekten oder Commodities durch Peer-to-peer möglich sein kann. Die Einschaltung von Kreditinstituten oder Brokern als Finanzintermediäre würde dann überflüssig, ist aber heute noch gesetzlich erzwungen.

## International
In § 17a Depotgesetz wird klargestellt, dass Verfügungen über Wertpapiere oder Sammelbestandanteile, die mit konstitutiver Wirkung in ein Register eingetragen oder auf einem Konto verbucht werden, dem Recht des Staates unterliegen, unter dessen Aufsicht das Register geführt wird, in dem unmittelbar zugunsten des Verfügungsempfängers die rechtsbegründende Eintragung vorgenommen wird, oder in dem sich die kontoführende Haupt- oder Zweigstelle der Verwahrstelle befindet, die dem Verfügungsempfänger die rechtsbegründende Gutschrift erteilt.
Andere Staaten ermöglichen bereits die elektronische Begebung von Wertpapieren und sehen auch teilweise Regelungen über Blockchain-Wertpapiere vor. In Frankreich begann die Dematerialisierung von Wertpapieren bereits im Jahre 1984, es folgten Großbritannien (1996), die Schweiz (2009) und Luxemburg (2013). In Österreich hat die Finanzmarktaufsicht (FMA) im November 2018 den Wertpapierprospekt der Hydrominer IT-Services GmbH für das öffentliche Angebot von bis zu 75 Millionen Euro gebilligt. Der Prospekt beschreibt so genannte „tokenisierte Wertpapiere“ auf Basis der Blockchain-Technologie. Luxemburg schuf als erster Staat in der EU im Februar 2019 durch Änderung des Wertpapierhandelsgesetzes die Voraussetzungen für den Handel von Wertpapieren mit der Distributed-Ledger-Technologie. In der Schweiz ermöglichen die Art. 973a OR bis Art. 973c OR explizit den Verzicht auf die Ausstellung und Ausgabe physischer Wertpapiere an den Inhaber. In Art. 973c OR wird die Schaffung von Wertrechten anstelle physischer Wertpapiere oder die nachträgliche Umwandlung solcher in Wertrechte erlaubt. Ein Wertrecht ist ein vollständig dematerialisiertes Wertpapier, das vom Emittenten in einem nicht öffentlichen Wertrechtebuch zu führen ist.